# ليمور سون هار ميلخ
ليمور سون هار ميلخ (ولدت في 30 يوليو 1979) هي سياسية إسرائيلية وعضو في الكنيست عن حزب "عوتسما يهوديت". تشغل حاليًا منصب رئيسة اللجنة الخاصة بشأن "الصندوق للمواطنين الإسرائيليين" في الكنيست.

## السيرة الذاتية
ولدت ليمور سون هار ميلخ في القدس في يوليو 1979 لوالديها نيسيم ألمليح، الذي عمل حدادًا، وشوشانا من عائلة عيني. نشأت في أسرة غير متدينة، لكنها قررت في الصف الرابع الانتقال إلى مدرسة دينية. درست لاحقًا في "أولبنة تصبيه" بالمدينة، وتطوعت في الخدمة الوطنية كمشرفة على فرع حركة "بني عكيفا" في حشمونائيم.
بعد خدمتها الوطنية، درست في معهد "بنت" إلى جانب دراستها للإرشاد التربوي في كلية "أوروت إسرائيل". مجالها المهني الرئيسي هو العلاج العاطفي وتوجيه الآباء. في عام 2021، نشرت كتاب شعر بعنوان "أم واحدة فقط"، يتناول تجارب الأمومة.

## حياتها الشخصية
في عام 2001، تزوجت من شلومو (شولي) هار ميلخ، طالب في "يشيفات قدوميم" وسائق إسعاف. بعد زواجهما، انتقلا للعيش في مستوطنة حومش وأسسا هناك يشيفه (مدرسة دينية). في عام 2003، تعرضت مع زوجها لهجوم مسلح من قبل مسلحين فلسطينيين أدى إلى مقتل زوجها وإصابتها بجروح خطيرة، حيث أنجبت طفلاً في ولادة طارئة. في 26 مايو 2024، خلال هجوم للجيش الإسرائيلي على رفح ضمن حرب "سيوف الحديد"، تم القضاء على خالد نجار، المتهم بتنفيذ الهجوم.

## مسيرتها السياسية
في انتخابات الكنيست الخامسة والعشرين، تم اختيارها في المرتبة الثانية عشرة ضمن قائمة "الصهيونية الدينية وعوتسما يهوديت"، وتم انتخابها للكنيست. بدأت في 4 يناير 2023 عملها كرئيسة اللجنة الخاصة بالصندوق للمواطنين الإسرائيليين. في سبتمبر 2023، ساعدت في جمع نصف مليون شيكل لحملة لدعم ادعاءات براءة أميرام بن أوليئيل، المدان بقتل عائلة دوابشة الفلسطينية، ووصفت بن أوليئيل بأنه "صالح مقدس".
خلال فترة عملها في الكنيست، قادت إلغاء قانون فك الارتباط عن شمال الضفة الغربية، مما يسمح للإسرائيليين بالبقاء في المناطق التي تم إخلاؤها ضمن خطة فك الارتباط قبل 18 عامًا، كما قادت قانونًا لتشديد العقوبات على الجرائم الجنسية بدوافع قومية.
سون هار ميلخ نشطة في الجهود لإعادة تأسيس مستوطنة حومش، وتشغل مناصب في عدد من اللجان والشبكات البرلمانية.